# Евангельск (проект города)

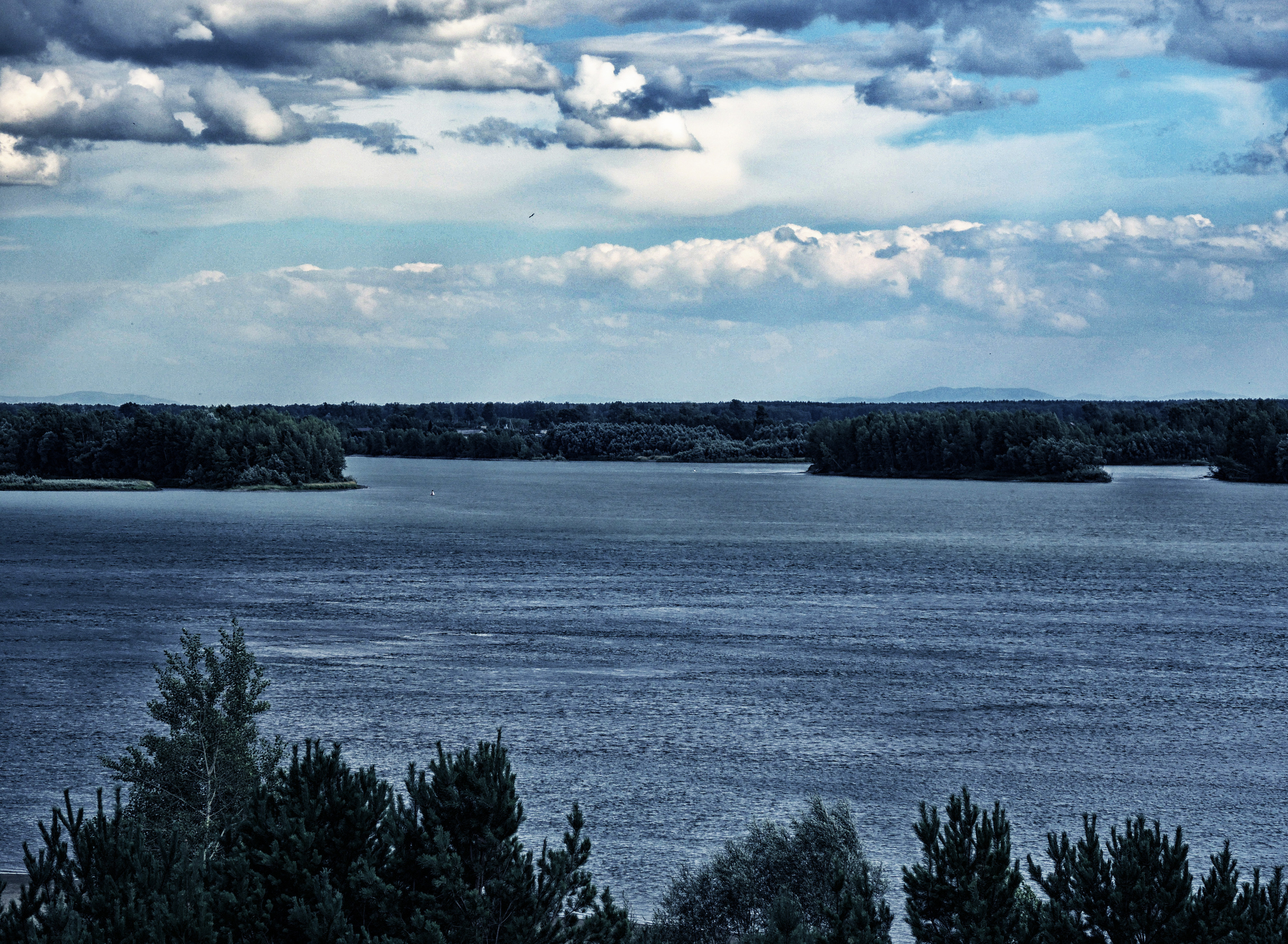
Место слияния Бии и Катуни, где предполагалось построить город

Ева́нгельск (другое название — город Солнца) — нереализованный проект города евангельских христиан и баптистов на территории современного Алтайского края, активно разрабатывавшийся в 1926—1928 годах.
Первоначальное разрешение на основание поселения было дано советскими властями из практических соображений, но последовавшее с окончанием НЭПа ужесточение политики по отношению к религиозным общинам положило конец этому проекту.

## Суть проекта
Город должен был располагаться у начала реки Оби — месте слияния рек Бия и Катунь. Инициатором проекта был поэт, инженер и религиозный деятель Иван Проханов, сумевший до этого добиться создания эффективных сельскохозяйственных христианских коммун в разных местах Советского Союза.
Предполагалось, что город по своей планировке будет напоминать солнце: в центре — площадь диаметром 2 версты, окружённая молитвенными домами, школами, больницами и т. п.; от неё лучами расходятся улицы, утопающие в зелени садов и рощ. С площади светит мощный прожектор — «солнце». В городе предполагалось поддерживать христианский порядок и чистоту, а в пригородах — организовать сельскохозяйственные предприятия по садоводству, пчеловодству, тонкорунному овцеводству, коневодству, шелководству и т. п.
Прообразом Евангельска была протестантская коммуна «Вертоград» в Крыму, вблизи Софиевки, которую Проханов организовал в 1894 году. Артельщики «Вертограда» занимались сельскохозяйственным трудом, а в свободное время — чтением Священного Писания. В результате ужесточения преследований протестантов в Российской империи коммуна вынужденно прекратила деятельность в 1898 году. Однако в дальнейшем Проханов использовал этот опыт, в частности, уже в советский период став вдохновителем и организатором движения христианских трудовых коммун, охватившего многие регионы СССР.
Это движение получило официальную поддержку в первое десятилетие Советской власти. Например, Тринадцатый съезд РКП(б) в 1924 году, после внутрипартийной дискуссии, постановил: «Умелым подходом надо добиться того, чтобы направить в русло советской работы имеющиеся среди сектантов значительные хозяйственно-культурные элементы».

## Попытка реализации

И. С. Проханов и его спутники высадили саженцы на месте, где предполагался Евангельск

Масштабный прохановский проект строительства Евангельска стал одним из этапов движения христианской трудовой кооперации. В ноябре 1926 года, по окончании Десятого Всесоюзного съезда евангельских христиан, по его инициативе специалисты из числа верующих взялись за разработку проекта. На эту работу ушло менее года. По мнению историка и теолога Андрея Пузынина, Евангельск стал «апогеем» постмилленаризма Ивана Проханова, его представления об идеальной организации христианской коммуны, построенной на принципах реставрированного первоапостольского христианства.
Проект поддержал секретарь Антирелигиозной комиссии при ЦК ВКП(б), сотрудник ОГПУ Евгений Тучков. По данным Льва Митрохина, именно Тучков предложил проекту второе название — «город Солнца», в честь средневековой утопии Томмазо Кампанелла. По мнению религиоведа Андрея Савина, поддержка Тучкова скорее всего объяснялась желанием освободить от евангелистов крупные города СССР, собрав их всех в одном месте, где за ними было бы легче вести наблюдение его ведомству.
Проханов получил разрешение в Наркомземе на выделение земли и изыскательские работы. С этой целью Проханов отправился в Сибирь в августе 1927 года. После общения с краеведами и другими специалистами место под город было выбрано. Здесь Проханов и сопровождавшие его верующие (инженер М. П. Шоп-Мишич, председатель Сибирского отдела ВСЕХ М. А. Орлов и др.) 11 сентября совершили символическую высадку кедра и американского клёна, а также провели богослужение.

## Ликвидация проекта
Дальше символической посадки деревьев дело не пошло. На заседании Политбюро ЦК ВКП(б) 17 мая 1928 года выступил И. В. Сталин с сообщением о «вопиющем факте» разрешения переселенческого отдела Наркомзема РСФСР на организацию в Сибири «религиозного города». Политбюро поручило выступить с докладом о ситуации Емельяну Ярославскому на следующем заседании. После выступления Ярославского 25 мая Политбюро поручило Наркомзему «ликвидировать дело».
Историк Савин писал, что это решение Политбюро весьма символично совпало с общим изменением и ужесточением государственной политики от НЭПа к коллективизации, в ходе которой и религиозный вопрос в СССР должен был найти своё «окончательное решение» путём недвусмысленных административно-запретительных и репрессивных мер. Тонкие чекистские комбинации становились излишне сложными и ненужными в глазах советских лидеров.
Надежда на свой город Солнца ещё некоторое время жила среди евангельских христиан и баптистов. В качестве примера историки Попов и Савин приводят слова баптиста Манченко, сказанные им на деревенском сходе в деревне Солона Красноярского края, посвящённом агитации за колхоз: «Нам, баптистам, в центре Сибири будет построен новый город под названием „Солнце“, где будут жить одни баптисты и иметь свои производства, тогда-то будет нам хорошо».